# Viersporig snavelkogeltje
Het viersporig snavelkogeltje (Gnomonia riparia) is een schimmel behorend tot de familie Gnomoniaceae. Hij komt voor in loofbossen op arme zandgronden. Deze schimmel is gevonden op dode stengels van verschillende planten, waaronder harig wilgenroosje (Epilobium hirsutum) en middelste teunisbloem (Oenothera biennis).

## Kenmerken
Deze schimmel produceert zwarte, platte peritheciën (230–380 × ca. 80–100 μm) op dode stengels en vruchten. De centrale snavel van de perithecia is kort (80–150 × 80–100 μm) met een peritheciale wand bestaande uit 2–4 lagen afgeplatte cellen (10–15 μm). De asci bevatten elk vier sporen (ongeveer 25–30 × 5–6 μm) met een apicale ring van ongeveer 1 μm. De ascosporen zijn 10,5–15 × 3–3,5 μm, 3,5–5 keer langer dan breed, met een septum in het midden en een aanhangsel aan beide uiteinden, en bevatten elk 1 of 2 oliedruppels.

## Verspreiding
Het viersporig snavelkogeltje komt voor in Europa en Noord-Amerika. In Nederland komt het viersporig snavelkogeltje uiterst zeldzaam voor.